# Neuer jüdischer Friedhof (Chmielnik)
Koordinaten: 50° 37′ 4,4″ N, 20° 45′ 11,5″ O

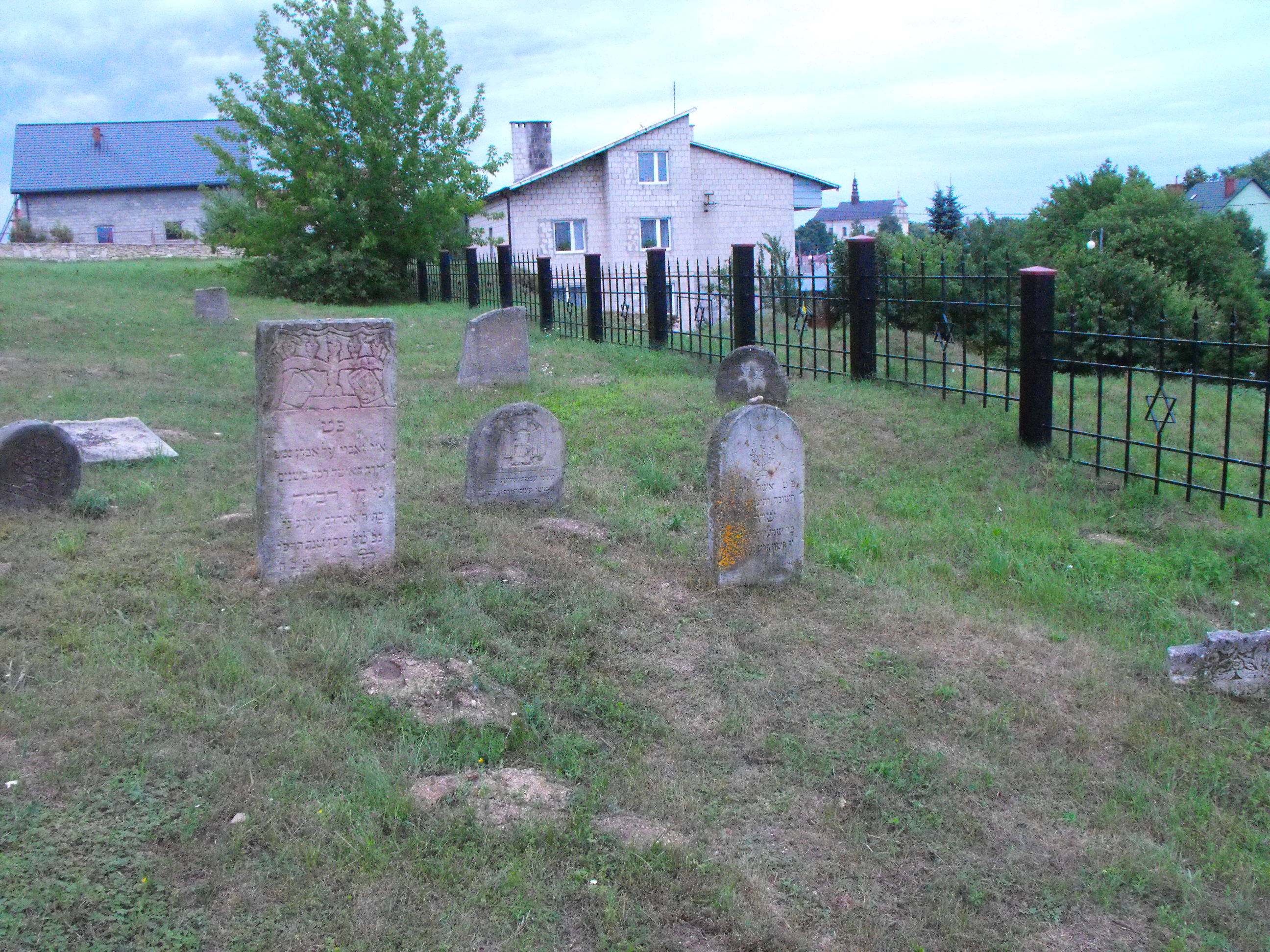
Neuer jüdischer Friedhof in Chmielnik

Der Neue jüdische Friedhof in Chmielnik, einer polnischen Stadt im Powiat Kielecki in der Woiwodschaft Heiligkreuz, wurde 1820 angelegt. Der jüdische Friedhof an der Mrucza-Straße wurde von den deutschen Besatzern während des Zweiten Weltkriegs zerstört. 
Auf dem Friedhof sind nur noch wenige Grabsteine vorhanden.